# 嶋内よし子
嶋内よし子（しまうち よしこ）は、高知県窪川町出身の卓球選手。興津中学校・土佐女子高等学校を経て専修大学へ進学した。主将を務めていた1979年1月に行われた全日本卓球選手権では、女子シングルス決勝で青山学院大学の菅谷佳代を破り優勝した。卒業後は三井銀行へ入社した。夫は卓球選手の斎藤清。
世界卓球選手権に3度出場、全日本卓球選手権でも2度優勝した名選手であったが、2003年12月23日に乳癌による呼吸不全のため46歳で死去した。

## 主な戦績
1978年
- 全日本卓球選手権 女子シングルス優勝[1]

1979年
- 世界卓球選手権 女子団体 3位

1980年
- 第5回アジア卓球選手権 混合ダブルス 3位（福江滋留ペア）

1981年
- 全日本卓球選手権 女子シングルス優勝[1]

1982年
- 全日本卓球選手権 混合ダブルス優勝（斎藤清ペア）[1]
- 第6回アジア卓球選手権 女子ダブルス 3位（山下恵子ペア）

1983年
- 全日本卓球選手権 混合ダブルス優勝（斎藤清ペア）[1]

1984年
- 全日本社会人卓球選手権　女子シングルス優勝
- 第7回アジア卓球選手権 女子ダブルス 3位（星野美香ペア）、混合ダブルス 3位（斎藤清ペア）